# Richard Hakluyt
Richard Hakluyt (/ˈhækəlwɪt/) (né à Hereford vers 1552 ou 1553, mort le 23 novembre 1616 à Londres), chapelain de la cathédrale de Bristol et archidiacre de l'abbaye de Westminster, est un géographe, historien, traducteur, éditeur et diplomate anglais de l'époque élisabéthaine. 
Il fut l'un des plus ardents propagandistes de l'expansion de l'Angleterre outre-mer, notamment par son livre Navigations, voyages, trafics et découvertes de la nation anglaise (1589).

## Biographie

### Origines familiales
Contrairement à une croyance persistante, la famille Hakluyt est d'origine galloise, plutôt que hollandaise ; selon l'antiquaire John Leland, la famille doit son patronyme à la forêt de Cluyd dans le Radnorshire. Il semble qu'elle se soit établie dans le comté de Herefordshire en Angleterre vers le XIIIe siècle, plus précisément à  Yatton,,, à un peu plus de 3 km au sud-est de Leominster, et comptait au nombre des plus importants propriétaires fonciers. Un certain Hugo Hakelute, ancêtre présumé de Richard Hakluyt, fut élu député du borough d'Yatton en 1304 ou en 1305, puis entre le XIVe et le XVIe siècle, on ne compte pas moins de cinq "de Hackluit" ou "Hackluit" parmi les Sheriffs du Herefordshire. Un certain Walter Hakelut fut anobli au cours de la 34e année du règne d'Édouard Ier (1305), et en 1349 Thomas Hakeluyt était chancelier du diocèse d'Hereford. Les actes notariés montrent enfin que Thomas Hakeluytt était juge de paix sous Henri VIII (qui régna de 1509 à 1547) et Édouard VI (qui régna de 1547 à 1553).

### Années de jeunesse
Richard Hakluyt, cadet d'une fratrie de quatre garçons, est né soit à Hereford dans le comté du Herefordshire vers 1552, ou à Londres vers 1553,. Le père de Hakluyt, également prénommé Richard, était membre de la Corporation des Foureurs. Lorsqu'il mourut en 1557, son fils Richard n'avait que cinq ans, et sa femme Margery mourut elle aussi peu après. Richard Hakluyt eut pour tuteur un cousin avocat sociétaire de Middle Temple, l'une des associations des Inns of Court londoniennes.

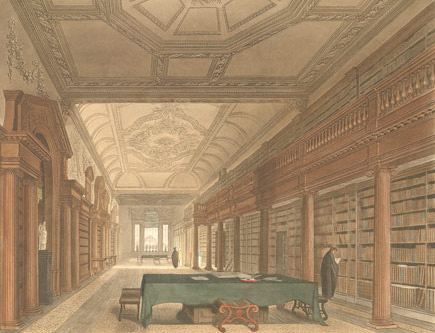
La bibliothèque de Christ Church (Oxford), par un artiste anonyme, extrait du livre de Rudolph Ackermann intitulé History of Oxford (1813).

Formé à Westminster School puis au collège de Christ Church (Oxford), entre 1583 et 1588, Hakluyt fut d'abord  chapelain et secrétaire de Sir Edward Stafford, l'ambassadeur anglais auprès de la cour de France. Le fait d'être ordonné prêtre devait permettre à Hakluyt d'exercer plus tard des charges importantes à la Cathédrale de Bristol et à l'Abbaye de Westminster, de devenir chapelain particulier de Robert Cecil, le 1er comte de Salisbury et principal secrétaire d'État de la reine Élisabeth et du roi Jacques Ier.
Alors qu'il étudiait à Westminster School comme pupille de la Couronne, Hakluyt rendit visite à son tuteur légal : leur conversation autour de « certains livres de cosmographie, une carte du monde et une Bible », l'engagèrent à poursuivre « l'étude de cette science et la pratique de ces lectures  ». Admis au collège de Christ Church (Oxford), en 1570 grâce à une bourse versée par la Corporation des Foureurs, « ayant prononcé ses vœux », il entreprit de lire tous les récits de voyages et d'exploration écrits ou imprimés qui lui tomberaient sous la main. Il fut reçu licencié ès Arts (B.A.) le 19 février 1574, puis Maître ès Arts (M.A.) le 27 juin 1577,, et commença à donner des conférences de géographie. Il fut le premier en Angleterre à exposer, selon ses termes, « tant la corruption des anciens globes, cartes, sphères et autres instruments propres à cette science, que leur version récemment rectifiée » Hakluyt exerça la charge de professeur assistant à Christ Church de 1577 à 1586, bien qu'après 1583 il ne résidât plus à Oxford.
Hakluyt reçut l'Ordination en 1578, et cette même année se vit octroyer une « pension » par la guilde des tisserands pour qu'il puisse poursuivre des études de théologie. La pension devait s'éteindre en 1583, mais William Cecil fit en sorte qu'elle soit prorogée jusqu'en 1586, afin de soutenir les recherches de Hakluyt dans le domaine de la géographie.

### Ambassade à Paris
La première publication de Hakluyt, intitulée A Short and Briefe Narration (1580), était une traduction du Bref Récit et Succincte Narration de la Navigation Faite en MDXXXV et MDXXXVI de l'explorateur français Jacques Cartier, récit de son second voyage au Canada en 1535–1536. Hakluyt poursuivit par un essai intitulé Divers Voyages Touching the Discoverie of America and the Ilands Adjacent unto the Same, Made First of all by our Englishmen and Afterwards by the Frenchmen and Britons (1582).
Les Voyages de Hakluyt attirèrent l'attention de Lord Howard of Effingham, et de Sir Edward Stafford, beau-frère du précédent. Hakluyt, âgé à présent de trente ans, et familier des « plus éminents capitaines au long cours, des plus grands négociants, et des meilleurs marins de notre nation », fut choisi pour être chapelain et secrétaire de Stafford, nouvel ambassadeur anglais à la cour de France, qu'il accompagna à Paris en 1583. Sur les instructions du Secrétaire d'État Francis Walsingham, il se consacra principalement à la collecte d'information sur les explorations espagnoles et françaises, « recherchant minutieusement toute information propre à éclairer nos explorations du Ponant aux Amériques ». Bien que cette ambassade fût le seul séjour de sa vie sur le Continent, elle suffit à l'irriter par les discussions dont il fut témoin à Paris, sur les limitations imposées aux Anglais pour les explorations outre-mer.

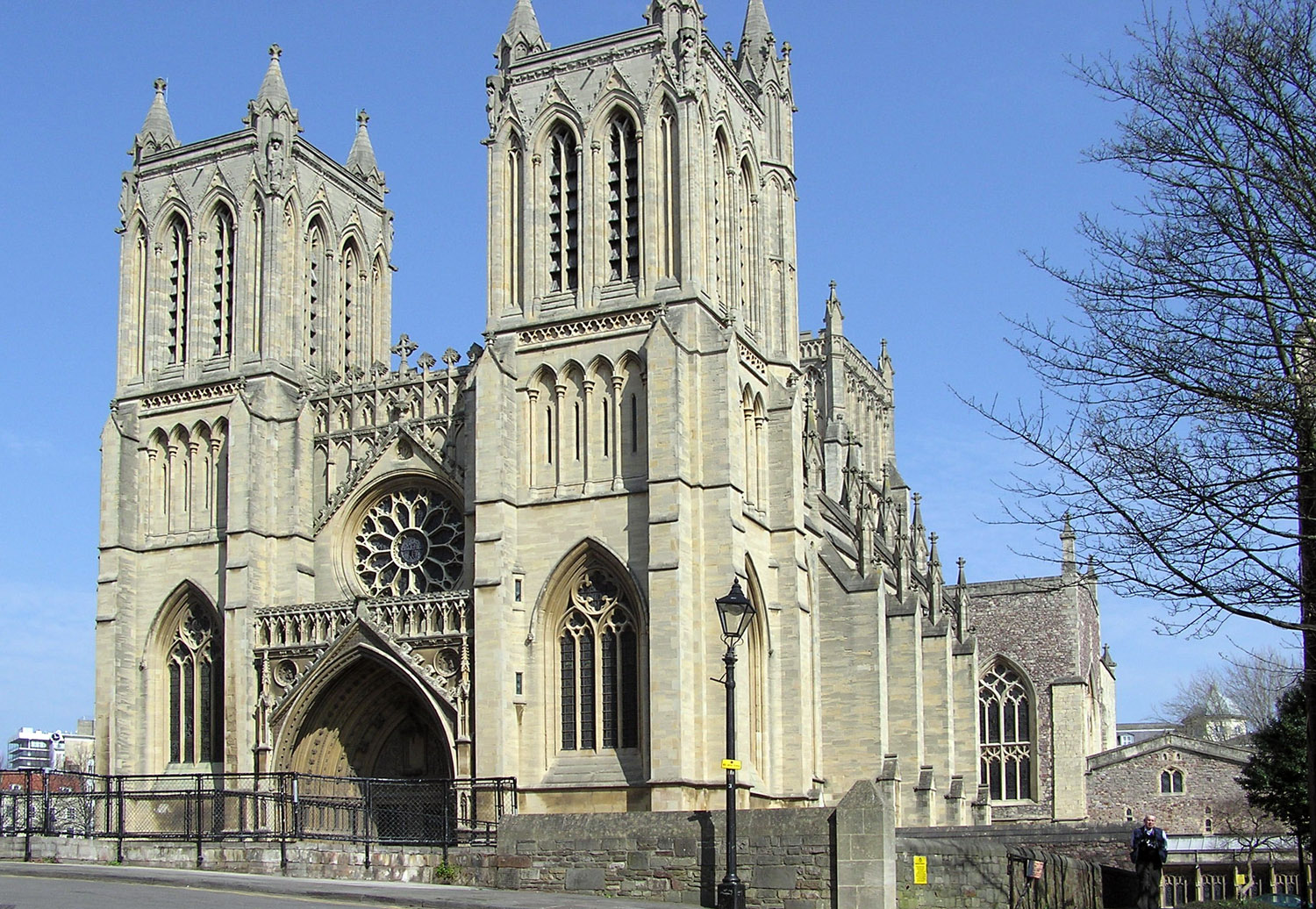
La façade ouest de la Cathédrale de Bristol (avril 2005).

Les premiers résultats des recherches menées par Hakluyt à Paris furent publiés dans un livre intitulé A Particuler Discourse Concerninge the Greate Necessitie and Manifolde Commodyties That Are Like to Growe to This Realme of Englande by the Westerne Discoueries Lately Attempted, Written in the Yere 1584, que Sir Walter Raleigh lui avait commandé. Le manuscrit, perdu de vue trois siècles durant, ne fut publié qu'en 1877. Hakluyt rentra en Angleterre en 1584, et offrit une copie de son Discourse à la reine Élisabeth (à qui l'ouvrage était dédié) ainsi que ses commentaires en Latin sur la Politique d'Aristote. Il y recommandait de créer des colonies anglaises sur les territoires encore vierges de l'Amérique du Nord, afin de gagner la reine à la cause de Walter Raleigh et de ses projets d'expédition. En mai 1585, alors que Hakluyt avait rejoint l'ambassade à Paris, la reine lui octroya la première chaire vacante en prébende à la Cathédrale de Bristol,, dont il bénéficia effectivement dès 1585 ou 1586 et qu'il conserva, avec d'autres bénéfices ecclésiastiques, jusqu'à sa mort.
Les autres écrits de la période parisienne de Hakluyt consistent pour l'essentiel en traductions et compilations, avec des dédicaces et préfaces de son cru. Ces écrits postérieurs, à côté de quelques lettres, sont pour nous les seules sources biographiques sur la vie du géographe anglais. Hakluyt s'intéressa de près au journal de bord de René de Laudonnière, intitulé Histoire Notable de la Floride, paru à Paris en 1586. Le succès du livre dans la capitale française incita Hakluyt à en entreprendre la traduction en langue anglaise ; il la fit paraître sous le titre A Notable Historie Containing Foure Voyages Made by Certayne French Captaynes unto Florida (1587). La même année, son édition du De Orbe Nouo Decades Octo de Pierre Martyr d'Anghiera parut à Paris. Cet ouvrage comporte une carte gravée rarissime, dédiée à Hakluyt et signée F.G. (attribuée à Francis Gualle), et où le nom de « Virginia » apparaît pour la première fois.

### Retour en Angleterre

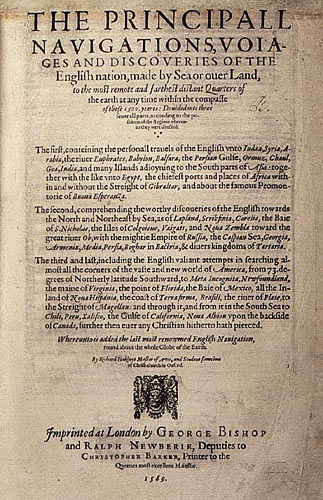
Page de titre de la première édition des The Principall Navigations, Voiages, and Discoveries of the English Nation de Hakluyt (1589).

En 1588, Hakluyt, après avoir servi neuf ans en France, rentra définitivement en Angleterre en compagnie de Lady Stafford. En 1589, il publiait la première édition de son chef-d'œuvre, un recueil commenté intitulé The Principall Navigations, Voiages and Discoveries of the English Nation, qui s'appuie autant que possible sur les témoignages directs des colons et explorateurs. Dans la préface, l'auteur annonce la fabrication prochaine par Emery Molyneux du premier globe terrestre en Angleterre. L'édition définitive en trois volumes des The Principal Navigations, Voiages, Traffiques and Discoueries of the English Nation parut entre 1598 et 1600. Dans la dédicace du second volume (1599) à son mécène Robert Cecil, il engageait le ministre à entreprendre sans tarder la colonisation de la Virginie. Quelques exemplaires de cet ouvrage monumental comportent encore une carte d'une extrême rareté : la première mappemonde fondée sur la projection de Mercator parue en Angleterre, et exécutée selon les principes d'Edward Wright. Le recueil de Hakluyt a été qualifié par l'historien James Anthony Froude d'« épopée de l'Angleterre moderne ».
Le 20 avril 1590, Lady Stafford, elle-même Comtesse de Sheffield, confia à Hakluyt le rectorat de Wetheringsett-cum-Brockford, dans le Suffolk. Il conserva cette charge jusqu'à sa mort, et résida à Wetheringsett tout au long des années 1590 et même encore souvent par la suite. En 1601, Hakluyt publia sous le titre The Discoveries of the World la traduction du portugais d'un ouvrage d'Antonio Galvano. Cette même année son nom est cité comme conseiller de la Compagnie anglaise des Indes orientales, fournissant des cartes et des informations sur les comptoirs.

### Au service de Robert Cecil
À la fin des années 1590, Hakluyt devint le chapelain privé et le pensionné de Robert Cecil, le fils de Lord Burghley, qui devait s'avérer le mécène le plus généreux du géographe élisabéthain. Hakluyt dédia à Cecil le second (1599) et le troisième tome (1600) de l'édition augmentée des Principal Navigations, ainsi que son édition des Discoveries  de Galvão (1601). Cecil, premier Secrétaire d'État de la reine Élisabeth et du roi Jacques Ier, le gratifia des bénéfices de prébendier de l'Abbaye de Westminster le 4 mai 1602,. L'année suivante, il fut élu archidiacre de l'abbaye.
Hakluyt fut marié deux fois, d'abord en 1594 puis en 1604. Sur l'acte du second mariage, daté du  30 mars 1604, il est qualifié de chapelain du Savoy Hospital ; c'est également le titre que lui donnait Cecil. Son testament mentionne des appartements qu'il occupait dans cette institution à son décès, tandis qu'un autre document indique qu'il est docteur en théologie (D.D.).

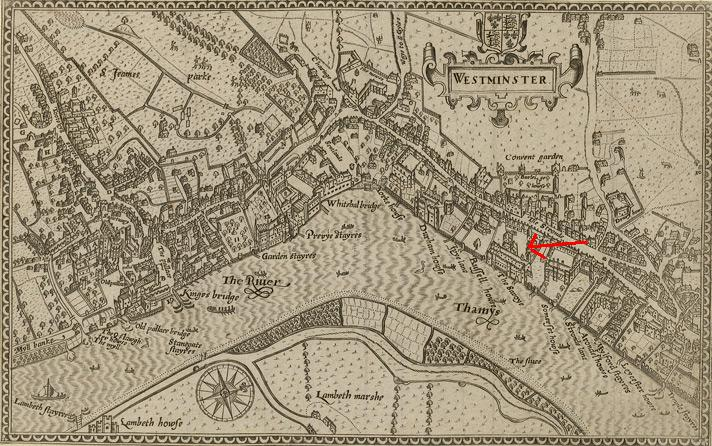
Sur cette carte de Westminster due à John Norden (1593), la flèche rouge indique l'emplacement du Savoy Hospital, où Hakluyt était chapelain. Cette institution fut ouverte aux pauvres et nécessiteux par le roi Henri VII sur les bords de la Tamise.

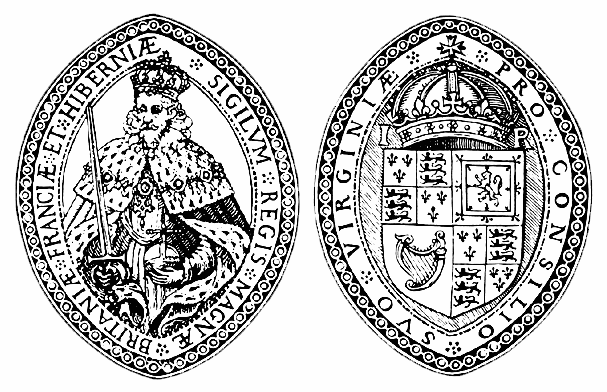
Sceau de la Virginia Company de Londres.

Hakluyt fut aussi l'un des principaux actionnaires de la Virginia Company of London dont il devint directeur en 1589. En 1605, il organisa le ravitaillement de la ville de James Town, qui devait devenir la capitale de la colonie anglaise de Virginie. Lorsqu'en 1607 la colonie fut consolidée, il y dépêcha le chapelain Robert Hunt. Il fut à l'origine d'une pétition adressée à Jacques Ier demandant l'octroi de lettres patentes pour coloniser la Virginie : celles-ci furent accordées le 10 avril 1606. Son dernier écrit fut une traduction des explorations en Floride d'Hernando de Soto, publié sous le titre de Virginia Richly Valued, by the Description of the Maine Land of Florida, Her Next Neighbour (1609). Cet ouvrage était censé encourager la jeune colonie de Virginie.
L'historien écossais William Robertson écrivit à propos de Hakluyt, « l'Angleterre lui est davantage redevable de ses possessions américaines qu'à n'importe quel autre de ses contemporains. »

### Postérité
Hakluyt mourut le 23 novembre 1616, probablement à Londres, et fut inhumé le 26 novembre dans l'abbaye de Westminster, ; le registre de l'abbaye porte la mention erronée que l'enterrement eut lieu en 1626.
En 1591, à la mort de son frère aîné Thomas, Hakluyt avait hérité des terres de sa famille ; un an plus tard, lorsque son frère benjamin Edmund décéda, il hérita d'une propriété léguée naguère par son oncle. En 1612, Hakluyt devint l'un des investisseurs de la North-west Passage Company. À sa mort, il était à la tête d'une petite fortune tirée de ses émoluments et bénéfices divers, dont le rectorat de Gedney, dans le Lincolnshire, qui lui avait été proposé par son frère cadet Oliver en 1612. Cette fortune fut rapidement dilapidée par son unique fils.
Samuel Purchas fit l'acquisition d'un grand nombre de ses manuscrits, qui auraient pu former un quatrième tome des Principall navigations, mais qu'il publia sous forme résumée dans ses Pilgrimes (1625–1626). Le reste des manuscrits, essentiellement des notes de lecture d'auteurs contemporains, sont conservés à la bibliothèque de l'Université d'Oxford.
Hakluyt est surtout célèbre en tant que propagandiste de la colonisation anglaise de l'Amérique du Nord. Ses écrits exotiques étaient déjà en leur temps une source d'inspiration pour William Shakespeare et bien d'autres artistes. Mais Hakluyt encouragea également les travaux géographiques et historiques de ses contemporains : c'est à son instigation que Robert Parke traduisit l' Histoire des faits mémorables, des rites et coûtumes du grand royaume de Chine de Juan Gonzalez de Mendoza (sous le titre The History of the Great and Mighty Kingdom of China and the Situation Thereof, 1588–1590), que John Pory publia sa version de la « Description de l'Afrique » de Léon l'Africain (A Geographical Historie of Africa, 1600), et Pierre Érondelle la Nova Francia de Marc Lescarbot (1609).
La Hakluyt Society, créée en 1846, se donne pour mission de publier les récits de voyage rares ou inédits, et publie encore aujourd'hui de nouveaux livres année après année.
Plusieurs lieux en géographie ont été nommées en son honneur comme Hakluyt Island au Groenland ou le cap Hakluyt au Spitzberg.

## Œuvres

### Titres originaux

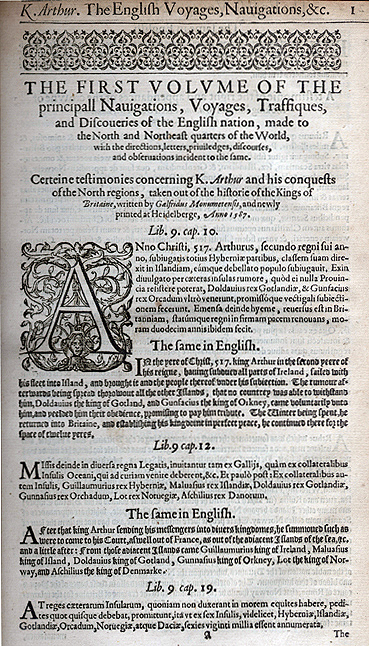
La première page du volume 1 de l'édition de 1598 de The Principal Navigations, Voiages, Traffiques and Discoueries of the English Nation

- (en) Richard Hakluyt, Divers Voyages Touching the Discoverie of America and the Ilands Adjacent unto the Same, Made First of All by Our Englishmen and Afterwards by the Frenchmen and Britons : With Two Mappes Annexed Hereunto, Londres, Thomas Dawson for T. Woodcocke, 1582 in-quarto. Réimpression :
  - Divers Voyages Touching the Discovery of America and the Islands Adjacent (Hakluyt Society; 1st Ser., no. 7), Londres, Hakluyt Society, 1850[28]

- (en) Richard Hakluyt, A Particuler Discourse Concerninge the Greate Necessitie and Manifolde Commodyties That Are Like to Growe to This Realme of Englande by the Westerne Discoueries Lately Attempted, Written in the Yere 1584, London?, s.n., 1584 Réimpressions:
  - (en) Richard Hakluyt, C. (Charles) Deane (ed.), A Discourse Concerning Western Planting Written in the Year 1584 (Maine Historical Society. Collections, etc.; 2nd Ser.), Maine, Maine Historical Society, 1831
  - (en) Richard Hakluyt, David B. Quinn & Alison M. Quinn (eds.), A Particuler Discourse Concerninge the Greate Necessitie and Manifolde Commodyties that are Like to Growe to this Realme of Englande by the Westerne Discoueries Lately Attempted... (Hakluyt Society; Extra Ser., no. 45), Londres, Hakluyt Society, 1993, 229 p. (ISBN 978-0-904180-35-0, LCCN 94181895)
- (en) Richard Hakluyt, The Principall Navigations, Voiages, and Discoveries of the English Nation : Made by Sea or Over Land to the Most Remote and Farthest Distant Quarters of the Earth at Any Time within the Compasse of These 1500 Years : Divided into Three Several Parts According to the Positions of the Regions Whereunto They Were Directed; the First Containing the Personall Travels of the English unto Indæa, Syria, Arabia... the Second, Comprehending the Worthy Discoveries of the English Towards the North and Northeast by Sea, as of Lapland... the Third and Last, Including the English Valiant Attempts in Searching Almost all the Corners of the Vaste and New World of America... Whereunto is Added the Last Most Renowned English Navigation Round About the Whole Globe of the Earth, Londres, Imprinted by George Bishop and Ralph Newberie, deputies to Christopher Barker, printer to the Queen’s Most Excellent Majestie, 1589 in-folio. Réimpression :
  - (en) Richard Hakluyt, The Principall Navigations Voiages and Discoveries of the English Nation... Imprinted at London, 1589 : A Photo-Lithographic Facsimile with an Introduction by David Beers Quinn and Raleigh Ashlin Skelton and with a New Index by Alison Quinn (Hakluyt Society; Extra Ser., nos. 39a & 39b), Cambridge, Cambridge University Press for Hakluyt Society & Peabody Museum of Salem, 1965, deux vols.
- (en) Richard Hakluyt, The Principal Navigations, Voiages, Traffiques and Discoueries of the English Nation, Made by Sea or Overland... at Any Time Within the Compasse of these 1500 1600 Yeeres, &c, Londres, G. Bishop, R. Newberie & R. Barker, 1598–1600, trois vols ; folio. Rééditions :
  - The Principal Navigations, Voyages, Traffiques and Discoveries of the English Nation, Édimbourg, E. & G. Goldsmid, 1884–1890[29], seize vols.
  - (en) Richard Hakluyt, The Principal Navigations Voyages Traffiques & Discoveries of the English Nation, etc. (Hakluyt Society; Extra Ser., nos. 1–12), Glasgow, James MacLehose & Sons for the Hakluyt Society, 1903–1905, douze vols.

### Traductions et éditions
- (en) Jacques Cartier, Richard Hakluyt (trad.), A Short and Briefe Narration, Londres?, s.n., 1580
- (en) René de Laudonnière, Richard Hakluyt (trad.), A Notable Historie Containing Foure Voyages made by Certaine French Captaynes unto Florida, wherein the Great Riches and Fruitefulnes of the Countrey, with the Maners of the People, hitherto Concealed, are Brought to Light... Newly Translated Out of French into English by R. H. ..., Londres, Thomas Dawson, 1587, in-quarto.
- (la) Pierre Martyr d'Anghiera, Richard Hakluyt (ed.), De Orbe Nouo Petri Martyris Anglerii Mediolanensis Protonotarii et Caroli Quinti Senatoris Decades Octo, Diligenti Temporum Observatione et Utilissinis Annotationibus Illustratæ..., Paris, G. Auvray, 1587, In-octavo.
- (la) Guillaume de Rubrouck, Richard Hakluyt (éd.), Itinerarium fratris Williemi de Rubruquis de ordine fratrum minorum, Galli, Anno grat.1253 ad partes orientales, t. dans The first volume of the principall navigations, voyages, traffiques and discoveries…., Londres, 1598
- (en) Guillaume de Rubrouck, Richard Hakluyt (trad.), The journal of frier William de Rubruquis a French man of the order of the minorite friers, unto the East parts of the World. An. Dom. 1253., t. dans The first volume of the principall navigations, voyages, trafifiques and discoveries…., Londres, 1598
- (en) António Galvão, Richard Hakluyt (ed.), The Discoveries of the World from Their First Originall unto the Yeer... 1555; Written in the Portugall Tongue by A. Galvano, Londres, G. Bishop, 1601 1 vol. in-4°. Réimpression :
  - (en) Antonio Galvano, Vice-Admiral Bethune (Charles Ramsay Drinkwater Bethune) (ed.), The Discoveries of the World, from Their First Original unto the Year of our Lord, 1555, Londres, Hakluyt Society, 1862 (lire en ligne)
- (en) Hernando de Soto, Richard Hakluyt (trans.), Virginia Richly Valued, by the Description of the Maine Land of Florida, Her Next Neighbour : Out of the Foure Yeeres Travell and Discoverie... of Don Ferdinando de Soto and Sixe Hundred Able Men in His Companie... Written by a Portugall gentleman of Elvas, ... and Translated out of Portugese by Richard Hakluyt, Londres, F. Kyngston for M. Lownes, 1609 Quarto.

### Sources
- (en) Richard Hakluyt, Henry Morley (ed.), Voyager's Tales, from the Collections of Richard Hakluyt, Londres, Cassell & Co, 1880s (lire en ligne)
- Jones, John Winter, "Introduction" of (en) Richard Hakluyt, John Winter Jones (ed.), Divers Voyages Touching the Discovery of America and the Islands Adjacent (Hakluyt Society; 1st Ser., no. 7), Londres, Hakluyt Society, 1850 (ISBN 978-0-665-37538-5, lire en ligne)
- Patrick McHenry, « Richard Hakluyt », The Literary Encyclopedia, 2 novembre 2004 (consulté le 21 avril 2007)
- "Richard Hakluyt", § 13 in pt. IV ("The Literature of the Sea") of vol. IV of (en) A.W. (Adolphus Walter) Ward, W.P. (William Peterfield) Trent et. al. (eds.), The Cambridge History of English and American Literature : An Encyclopedia in Eighteen Volumes, New York, N.Y., G.P. Putnam's Sons, 1907–1921 (lire en ligne)
- Richard S. Westfall, « Hakluyt, Richard », The Galileo Project, 1995 (consulté le 21 avril 2007)
- (en) « Richard Hakluyt », dans Encyclopædia Britannica [détail de l’édition], 1911 (lire sur Wikisource).

### Articles
- (en) Fintan O'Toole, « Virgin Territories (review of Peter C. Mancall's Hakluyt's Promise) », The Guardian,‎ 10 mars 2007 (lire en ligne)
- (en) Henry Porter, « America's Debt to a Forgotten Hero : As the 400th Anniversary of Jamestown Nears, its Spiritual Father is Being Unjustly Ignored », The Observer,‎ 8 avril 2007 (lire en ligne)
- (en) Roy Bridges, « Your Letters : Hakluyt Has Not Been Forgotten », The Observer,‎ 15 avril 2007 (lire en ligne)

### Livres
- (en) Henry S. (Sweetser) (ed.) Burrage, ... Early English and French Voyages, Chiefly from Hakluyt, 1534–1608 : With Maps and a Facsimile Reproduction, New York, N.Y., Scribner's, 1906
- (en) Albert Gray, An Address on the Occasion of the Tercentenary of the Death of Richard Hakluyt, 23 November, 1916 : With a Note on the Hakluyt Family (OB4), Londres, Hakluyt Society, 1917
- (en) Richard Hakluyt, Frank Knight, They Told Mr. Hakluyt : Being a Selection of Tales and Other Matter Taken from Richard Hakluyt's "The Principal Navigations, Voyages, Traffics and Discoveries of the English Nation", with Various Explanatory Notes by Frank Knight, Londres, Macmillan & Co., 1964
- (en) Richard Hakluyt, Henry Morley (ed.), Voyager's Tales, from the Collections of Richard Hakluyt, Londres, Cassell & Co, 1880s (lire en ligne)
- (en) E. (Edward William O'Flaherty) (ed.) Lynam, Richard Hakluyt & His Successors : A Volume Issued to Commemorate the Centenary of the Hakluyt Society, Londres, Hakluyt Society, 1946
- (en) Peter C. Mancall, Hakluyt’s Promise : An Elizabethan's Obsession for an English America, New Haven, Conn.; London, Yale University Press, 2007
- (en) Clements R. (Robert) Markham, Richard Hakluyt : His Life and Work : With a Short Account of the Aims and Achievements of the Hakluyt Society : An Address, etc. (OB1), Londres, Hakluyt Society, 1896
- (en) P. (Pamela) A. Neville-Sington, Anthony Payne, Richard Hakluyt and His Books : An Interim Census of Surviving Copies of Hakluyt’s Divers Voyages and Principal Navigations, Londres, Hakluyt Society, 1997, poche (ISBN 978-0-904180-56-5)
- (en) George Bruner Parks, Richard Hakluyt and the English Voyages (Special Publication American Geographical Society; no. 10), New York, N.Y., American Geographical Society, 1928
- (en) D.B. (David Beers) (ed.) Quinn, The Hakluyt Handbook (Hakluyt Society; 2nd ser., no. 144), Londres, Hakluyt Society, 1974, 706 p. (ISBN 978-0-521-08694-3, LCCN 72087176, lire en ligne) 2 vols.
- (en) A Reproduction of the Tablet Erected in Bristol Cathedral to the Memory of Richard Hakluyt Born 1522, Died 1616 (OB3), Londres, Hakluyt Society, 1911
- (en) Sir Walter Raleigh and Richard Hakluyt : An Exhibition Held in the King's Library, British Museum, July–September 1952, Londres, 1952
- Foster Watson, Richard Hakluyt, S.l., The Sheldon Press, 1924